# Tarka zöldbagoly
A tarka zöldbagoly (Moma alpium) a rovarok (Insecta) osztályának a lepkék (Lepidoptera) rendjéhez, ezen belül a bagolylepkefélék (Noctuidae) családjához tartozó faj.

## Elterjedése
Európa nagy részében, az Ibériai-félszigettől és Dél-Angliáig, a Balkán-félszigeten, Kis-Ázsiában, Oroszországban, Fehéroroszországban, Ukrajnában, a kaukázusi térségben, Szibériában és a Távol-Keleten ( orosz Távol-Kelet, Észak-Kína, Japán, Korea). Északon Skandináviában és Közép-Finnországban, délen  Észak-Spanyolországban és Portugália északi részén, Észak-Olaszországban (az Appenninekben) és Észak-Görögországban terjed ki életterének határa. A lombhullató és vegyes erdőket, mocsarakat és ligeteket kedveli.

## Megjelenése

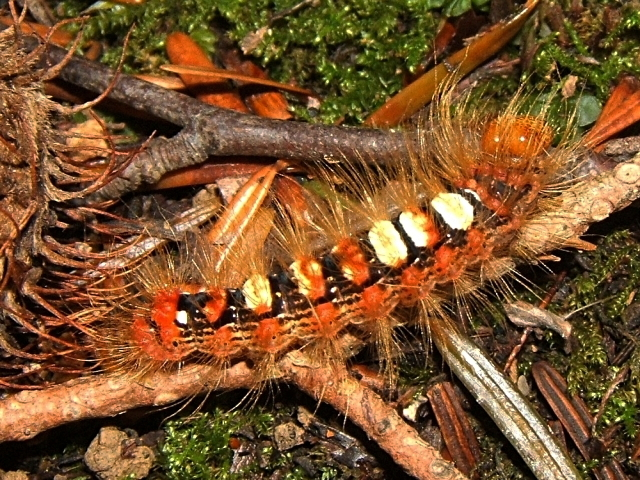

- lepke: szárnyfesztávolsága 34–42 milliméter. A fej és tor halvány zöld, fekete foltokkal Az első szárnyak szürkészöld (szeladon) színűek, fekete foltokkal tarkítottak.
- pete: sárgás, és az alsó végén lapított (félgömb alakú).
- a hernyó:  sötét szürke, szinte fekete
- báb: meglehetősen vastag, fényes, barna

## Életmódja
- nemzedékek: egy nemzedékes faj, májustól augusztusig rajzik. A báb telel át.
- hernyók tápnövénye: a tölgy (Quercus robur), az éger (Alnus), a nyír (Betula), a mogyoró (Corylus), a gyertyán (Carpinus), a nyárfa (Populus), a berkenye (Sorbus ), Prunus (syn. Cerasus) és a galagonya (Crataegus).

## Fordítás
- Ez a szócikk részben vagy egészben  a   Seladoneule című német Wikipédia-szócikk fordításán alapul.  Az eredeti cikk szerkesztőit annak laptörténete sorolja fel. Ez a jelzés csupán a megfogalmazás eredetét és a szerzői jogokat jelzi, nem szolgál a cikkben szereplő információk forrásmegjelöléseként.